# Стрілецький театр
Стрілецький театр при Легіоні УСС — театр, що діяв 1916–1918 років на території Галичини і навесні 1918 року в Єлисаветграді під управою Катерини Рубчакової.
Режисери: Микола Бенцаль і Євген Коханенко.
Акторський склад (близько 50 акторів-професіоналів і аматорів, що служили або були залучені до Легіону), серед них: Іван Рубчак, Петро Сорока, Йосип Гірняк, Ярослав Барнич, Лесь Новіна-Розлуцький, Катерина Козак-Вірленська, Наталка Левицька, Катря Пилипенко, Лесь Гринішак.
У репертуарі — побутові драми, опери («Катерина» Миколи Аркаса, «Галька» Станіслава Монюшка), оперети («Циганський барон» Йоганна Штрауса, «Циганська любов» Франца Легара) та інші.